# High Intensity Interval Training
L’High Intensity Interval Training (HIIT), chiamato anche High-Intensity Intermittent Exercise (HIIE), è un metodo di allenamento cardiofitness. Si tratta di una forma avanzata di Interval training (IT), che prevede l'alternanza tra periodi di esercizio anaerobico breve e intenso a periodi di recupero attivo mediante attività aerobica meno intensa in maniera consecutiva sullo stesso esercizio. L'HIIT è una forma di allenamento cardiovascolare misto in contrapposizione al più popolare allenamento aerobico a moderata intensità e a frequenza cardiaca costante, ovvero lo Steady State Training (SST), come strategia per il dimagrimento e il miglioramento della capacità cardiovascolare.

## Caratteristiche
L’High Intensity Interval Training (HIIT) è un allenamento cardiovascolare che si basa sull'alternanza tra lavoro ad alta e bassa intensità, cioè sulla variazione della frequenza cardiaca tramite un passaggio continuo da frequenze moderate a frequenze elevate e viceversa durante lo stesso esercizio. Il metodo HIIT è solitamente svolto con macchinari cardiofitness comunemente in dotazione nelle palestre, tra cui tapis roulant, cyclette, vogatore, stepper, o elliptical trainer. L'esercizio prevede di impostare lo sforzo (legato al parametro intensità) in base alla risposta cardiaca dell'utente. Dal momento che questo metodo raggiunge picchi di intensità molto elevati, i quali superano la soglia anaerobica (il punto di passaggio dal metabolismo prevalentemente aerobico a quello prevalentente anaerobico), tale strategia viene solitamente riservata ad atleti esperti. L'HIIT, come altre forme di Interval training (IT), rappresenta un ibrido tra allenamento aerobico e anaerobico, in quanto lavora sfruttando l'attivazione di diversi sistemi energetici - aerobico e i sistemi anaerobici (lattacido e alattacido) - in base alla costante variazione dell’intensità. Questo significa che nelle fasi a moderata o bassa intensità esso sfrutta prevalentemente il metabolismo aerobico o ossidativo, generalmente più orientato sul consumo di lipidi; mentre nelle fasi ad alta intensità avviene un passaggio verso il metabolismo anaerobico, il quale impiega prevalentemente carboidrati e fosfati per sostenere lo sforzo. Il periodo a moderata intensità viene chiamato recupero attivo, in quanto proprio la bassa entità dello sforzo fisico permette di recuperare le forze per potersi mantenere il più possibile all'interno di zone più elevate della frequenza cardiaca durante la sessione. Viene inoltre riconosciuto che il recupero attivo a bassa intensità favorisce la performance anaerobica ad alta intensità contribuendo a smaltire il lattato accumulato. Il tempo medio necessario per completare una sessione HIIT può ammontare anche a 20 minuti o meno, e molti studi rilevano che riesca a favorire un miglioramento della capacità cardiovascolare e a ridurre il grasso corporeo in maniera analoga, ma più frequentemente in maniera superiore rispetto alla classica attività aerobica a moderata intensità e a frequenza cardiaca costante della durata di 40-60 minuti (Steady State Training).Si consiglia l'uso di un orologio o un timer per mantenere i tempi precisi, il numero di giri e l'intensità.
L'allenamento HIIT viene organizzato eseguendo un esercizio su un macchinario cardiofitness (come il tappeto mobile) ad un’intensità moderata, la quale coincide tipicamente con una frequenza cardiaca attorno al 60-70% della frequenza cardiaca massima (FCmax). Questa fase trova una durata da uno o pochi minuti. Al termine della prima fase, si passa immediatamente ad un drastico aumento dell’intensità a valori molto elevati, tra l'80 e il 90% della FCmax, mediante un aumento della velocita o della resistenza del macchinario. Questa fase molto intensa viene mantenuta per tempi più ristretti, in genere tra i 30 e i 60 secondi. Dopo questo picco di sforzo si torna a ridurre l’intensità ai valori iniziali abbassando di conseguenza la frequenza cardiaca, ripetendo il ciclo per svariate volte all'interno della sessione. Prima di iniziare il programma viene consigliato un periodo di riscaldamento di 5 minuti in modalità steady state, la quale verrà ripetuta subito dopo il termine nella fase di defaticamento. La durata totale della sessione, intesa come parte centrale dell'allenamento (escludendo quindi le fasi di riscaldamento e defaticamento) trova una durata ampiamente variabile che può andare da 10 minuti a 30-40 minuti circa. Il volume (o durata) dell'allenamento dipendono dall'interazione tra l'intensità di picco raggiunta negli sprint, la durata del recupero, il tipo di recupero (attivo o passivo) e il grado di allenamento del soggetto. Normalmente il volume è inversamente proporzionale all'intensità e viceversa, quindi se vengono raggiunte alte intensità durante lo sprint, e se questi sprint vengono mantenuti per periodi più prolungati, allora la durata totale subisce una riduzione e viceversa.
Il metodo HIIT si è rivelato molto efficace per favorire degli adattamenti a livello cardiovascolare e anche per ridurre la percentuale di grasso corporeo. Gli effetti più pronunciati sono da riconoscere nell'aumento del metabolismo basale a seguito dell'allenamento, un concetto correlato al consumo di ossigeno in eccesso post-allenamento (EPOC). Tuttora l'HIIT è molto discusso in ambito scientifico per via dei riscontri positivi in termini di dimagrimento e di beneficio cardiovascolare, in buona parte dei casi rivelatisi superiori a quelli ottenuti con il tradizionale Steady State Training. Uno dei punti più interessanti viene riconosciuto nel fatto che l'IT può produrre gli stessi vantaggi fisiologici dello Steady State nonostante la durata della sessione sia inferiore di più della metà.

### La scelta dell'intensità
Come precedentemente menzionato, il protocollo HIIT non si rivela adatto per le persone non allenate o fuori forma, perché impone il raggiungimento di frequenze cardiache piuttosto elevate. Tuttavia è possibile organizzare un allenamento HIIT riducendo l'intensità massima (picco) e quella minima (recupero attivo), trovando un compromesso per poter svolgere questo tipo di allenamento abbassando l'intensità media. L'HIIT è pensato per potersi muovere al di sotto e al di sopra della soglia anaerobica durante la costante variazione dell'intensità, pertanto atleti esperti necessitano per forza di raggiungere elevate intensità durante lo sprint (80-90% circa). Ciò è dovuto al fatto che gli atleti allenati raggiungono la soglia anaerobica a maggiori livelli di intensità rispetto ai non allenati. La ricerca ha dimostrato che la soglia anaerobica avviene tra l'80-90% della FCmax per gli individui allenati e al 50-60% della FCmax per i non allenati. Considerando questo, una persona senza un particolare grado di allenamento potrà organizzare un HIIT passando da un'intensità del 50% FCmax nella fase di recupero attivo, al 70% FCmax nello sprint. Questo potrebbe essere un compromesso per poter svolgere un'attività HIIT o similare, senza necessariamente raggiungere livelli di intensità controindicati per le persone non allenate, poiché in questi casi il soggetto riuscirà a superare la soglia anaerobica pur mantenendo un livello di frequenza cardiaca più contenuto.
Per quanto riguarda l'impostazione tradizionale, le intensità solitamente adoperate nel recupero attivo ammontano a circa il 60%, mentre quelle nel picco raggiungono livelli medi tra l'85 e il 90% della frequenza cardiaca massima (FCmax). In realtà il parametro intensità può essere misurato tramite diversi metodi o formule, e nelle ricerche scientifiche viene più comunemente utilizzata la percentuale sul massimo consumo di ossigeno (VO2max) per stabilirla. Tuttavia quest'ultima in buona parte dei casi non è strettamente proporzionale alla percentuale della FCmax, e, sebbene esistano delle tabelle che indicano in maniera approssimativa la corrispondenza tra i valori dei due parametri (ad esempio: 80% FCmax = 70% VO2max), in realtà queste corrispondenze sono indicative e variano in base al macchinario o all'esercizio svolto. Poiché per stabilire la percentuale del VO2max sono necessari dei test e dei macchinari specifici, più spesso viene utilizzata la percentuale della FCmax, più facilmente misurabile e monitorabile con cardiofrequenzimetro, che può essere individuata con formule più o meno precise (Cooper, Tanaka, Karvonen, ecc). In conclusione, anche se alcune fonti potrebbero dare dei riferimenti sull’intensità basati sulla percentuale del VO2max, è necessario considerare che questi valori molto probabilmente non corrispondono a quelli della percentuale della FCmax, più comunemente usata dagli utenti delle palestre.

### La scelta dei macchinari
Sebbene i protocolli HIIT possano essere svolti su qualsiasi macchinario cardiovascolare, alcuni di questi meglio di altri potrebbero essere scelti per questo scopo. I macchinari che impegnano maggiori catene muscolari sinergiche, che prevedono il carico antigravitario, e che non mantengono alcuna componente statica, a parità di intensità consentono più facilmente l'innalzamento della frequenza cardiaca, un maggiore dispendio energetico, e una percezione della fatica proporzionalmente minore. A questo proposito sarebbero adatti il treadmill, lo stepper, lo stair climber, o l'elliptical trainer. Questi macchinari hanno anche il vantaggio di permettere più facilmente di risalire al valore del VO2max, in quanto, diversamente da altri apparecchi, si riscontra una più alta correlazione tra quest'ultimo parametro e l'FCmax. In particolare, se viene ricercata una maggiore ossidazione di grassi, è stato stabilito, ad esempio, che il treadmill (o l'esercizio della corsa) ne favorisce una maggiore combustione rispetto al cicloergometro a parità di intensità in zona lipolitica (fino al 28% in più).

### Differenze tra HIIT e Interval training
Molto spesso i termini High Intensity Interval Training (HIIT) e Interval Training (IT) possono essere adoperati in maniera intercambiabile. Più che differenze, si può dire che l'HIIT si presenta come una particolare tipologia di Interval training con delle caratteristiche peculiari, mentre l’Interval training di per sé fa riferimento ad una vasta categoria di esercizi, in cui non necessariamente è presente una componente anaerobica. Il concetto generale di Interval training, letteralmente Allenamento intervallato, sta ad indicare il fatto che l'atleta esegue una prestazione fisica per un certo periodo di tempo ad una maggiore intensità e battito cardiaco, interrotta da periodi di recupero, prima di tornare a svolgere la prestazione fisica. Allenamento intervallato sta a significare che tra la vera e propria prestazione si intervallano periodi in cui all'atleta viene concessa una forma di recupero. Tuttavia, questo recupero può essere attivo o passivo. Il recupero attivo, in questo particolare contesto può significare che il periodo di intervallo viene svolto mantenendo il fisico in movimento o in attività, ad esempio semplicemente riducendo drasticamente l'entità dello sforzo svolgendo lo stesso esercizio, oppure eseguendo un altro esercizio blando. In questo senso l'esercizio non viene propriamente interrotto, ma viene semplicemente interrotta la prestazione più intensa. Il recupero passivo può essere invece inteso come un completo arresto dell'attività fisica. Un esempio di Interval training può essere una corsa della durata di 2 minuti al 60% del VO2max intervallata da un recupero passivo di 30 secondi, in un ciclo ripetuto più volte. Come si può notare, l’Interval training è un concetto molto più generico, e può essere organizzato in maniera molto diversa da un protocollo HIIT.
L'HIIT viene solitamente eseguito nell'ambito del fitness su macchine cardio, ma l’interval training può essere generalmente applicato a qualsiasi sport o attività fisica come il nuoto, la corsa su strada, o lo sci. Le zone di intensità in cui viene impostato l'HIIT sono più definite, e oscillano tra la moderata (50-65% VO2max) e l'alta intensità (85-95% VO2max), cioè muovendosi al di sotto e al di sopra della soglia anaerobica, rendendo l'esercizio un ibrido tra aerobico e anaerobico. Le fasi di riposo prevedono più spesso, anche se non sempre, il recupero attivo sullo stesso esercizio a moderata intensità. Al contrario, un generico interval training può prevedere l'esecuzione di un altro esercizio durante il recupero attivo, può non superare la soglia anaerobica e quindi non prevedere una rilevante componente anaerobica pur mantenendosi ad un livello tale da incrementare il dispendio glucidico, di conseguenza può non essere svolto ad alte intensità.

## Interval training o Steady State per il dimagrimento
Tradizionalmente, l'attività aerobica a frequenza costante e ad intensità moderata, denominato Steady State Training (SST), veniva ritenuto, almeno in passato, come il metodo più indicato per ridurre la percentuale di grasso corporeo, soprattutto se svolto ad intensità inferiori. L'SST a bassa e media intensità è stato spesso giudicato più adatto a questo scopo se paragonato con l’interval training perché permette, a parità di consumo calorico, un maggiore dispendio lipidico.Ciò è dato dal fatto che l'esercizio a intensità moderate esalta il dispendio di grassi, al contrario maggiore è l'aumento dell’intensità e maggiore e il dispendio di carboidrati a scapito dei grassi. Tuttavia, questa teoria non considera che anche il dispendio energetico totale per unità di tempo è molto basso, di conseguenza l'incremento del metabolismo e della termogenesi durante (EAT) e dopo (EPOC) l'allenamento sono minimi. Mentre l'esercizio aerobico ad alta intensità richiede una maggiore percentuale energetica/calorica da fonti glucidiche, l'ammontare di calorie totali, e delle calorie da fonti lipidiche, può essere maggiore rispetto all'esercizio ad intensità inferiori. Ma è ancora più rilevante il fatto che l'esercizio aerobico ad alta intensità accelera il metabolismo dei grassi e il metabolismo basale potenzialmente per 24 ore. Questo incremento acuto del metabolismo basale e del metabolismo dei grassi, e quindi del dispendio lipidico a scapito dei carboidrati, ha un effetto positivo sulla perdita di grasso. Più recentemente ha cominciato a farsi strada l'idea che l’interval training sia meglio indicato per ridurre il grasso corporeo, nonostante durante l'attività il dispendio calorico attinga in maniera notevolmente maggiore dai carboidrati. Va quindi precisato, che una delle principali differenze tra i due metodi sta nel fatto che a parità di dispendio energetico/calorico, i substrati energetici utilizzati durante le due sessioni differisce notevolmente. Un programma ad alta intensità favorirà principalmente il consumo di glicogeno durante l'esercizio, mentre uno a moderata o bassa intensità sfrutterà prevalentemente lipidi. Per fare un esempio, è stato riconosciuto che l'attività aerobica di bassa intensità (33% VO2max) e di lunga durata o alto volume (90 min), risulta in una maggiore ossidazione totale di grassi rispetto all'attività fisica di intensità moderata (66% VO2max) e durata più ridotta (45 min), ma dal simile dispendio calorico. In base all'interpretazione di questi dati, molti sono stati portati a sostenere che senza dubbio uno Steady State Training a moderata o bassa intensità risulti un metodo migliore per bruciare grasso, senza considerare che il dispendio energetico post-allenamento (EPOC) e l'impatto metabolico globale dell'allenamento, in cui aumenta il consumo di grassi a scapito dei carboidrati, è più dipendente dal fattore intensità. In altre parole, l'SST è stato spesso giudicato superiore per il semplice motivo che il dispendio calorico a carico dei lipidi, esclusivamente correlato alla durata del gesto atletico, è maggiore. Tuttavia il dispendio lipidico generale, al di fuori del periodo di allenamento, pare essere maggiore con l’Interval training. L'EPOC rappresenta l'aumento del dispendio energetico a seguito dell'attività fisica, e risulta come un importante fattore in grado di incidere sul dimagrimento proprio per l'aumento della spesa lipidica. Comparando l'esercizio a bassa intensità (50% VO2max) con quello a media intensità (75% VO2max), a parità di dispendio calorico l'esercizio a maggiore intensità impone un notevole aumento dell'entità del EPOC. Questa constatazione coincide con l'osservazione che intensità superiori, attorno alla soglia anaerobica (cioè alte intensità, attorno all'85% FCmax) per un minimo di 10 minuti sembrano stimolare per circa 24 ore la massima secrezione di GH, cioè un ormone dalle forti proprietà lipolitiche. I risultati scientifici mettono in discussione e ridimensionano lo Steady State Training come metodo più adatto per il dimagrimento rispetto al interval training o all'esercizio cardio ad alta intensità, proprio per il fatto che gli incrementi del metabolismo basale, della termogenesi da attività fisica (EAT) e del EPOC, cioè tutti parametri in grado di segnalare un incremento del metabolismo dei grassi, vengono aumentati con una maggiore intensità dell'esercizio.

### La ricerca
In anni recenti sono venuti a crearsi numerosi dibattiti, non solo tra i ricercatori, ma anche tra i professionisti del dimagrimento e del fitness, su quale dei metodi, tra Steady State e Interval training, fosse superiore per questo scopo. Mentre è stato senza dubbio provato che lo Steady State possa favorire efficacemente la perdita di grasso, gran parte della letteratura scientifica sembra dare maggior credito all’Interval training (e quindi anche al HIIT), ribadendone la superiorità in termini di dimagrimento.
Uno dei primi studi per constatare se l’Interval training fosse superiore al SST in termini di dimagrimento venne tenuto nel 1994 da Tremblay et al. Un gruppo seguì un programma di 15 settimane con l'HIIT, mentre l'altro effettuò uno Steady State Training per 20 settimane. Il gruppo SST bruciò 15.000 calorie in più rispetto ai loro omologhi del gruppo HIIT. Coloro che seguirono il programma HIIT, tuttavia, persero 9 volte più grasso corporeo
Un altro studio (King, 2001) dimostrò risultati a favore del Interval training su soggetti che seguirono un programma di otto settimane di HIIT. Ancora una volta, l'HIIT dimostrò essere il migliore allenamento brucia grassi, in quanto il programma favorì una perdita del 2% di grasso corporeo. Al contrario, i soggetti che seguirono il programma Steady State di otto settimane non persero grasso corporeo
Boutcher et al. (2007) riscontraromo che un gruppo di donne che seguiva un programma HIIT di 20 minuti costituito da otto secondi sprint seguiti da 12 secondi di riposo, persero sei volte più grasso corporeo di un gruppo che seguiva un programma cardio di 40 minuti effettuata ad una intensità costante al 60% della FCmax.
I motivi per cui l’Interval training (soprattutto l'HIIT) riduce maggiormente il grasso corporeo sono svariati, ma sembra che il principale sia da ritrovare nell'incremento del metabolismo. Treuth et al. (1996) rilevarono che i soggetti che seguivano un allenamento HIIT su cicloergometro bruciavano una quantità di calorie significativamente maggiore durante le 24 ore che seguivano l'allenamento rispetto ai soggetti che eseguivano uno Steady State su cicloergometro a moderata intensità, a causa di un aumento nel metabolismo basale. Il già citato studio di King (2001) riscontrò che i soggetti che praticavano il programma HIIT bruciavano circa 100 calorie in più al giorno durante le 24 ore dopo l'esercizio.
Nel 2007, alcuni ricercatori presenti della riunione annuale del American College of Sports Medicine (ACSM) Meuret et al., riportarono che i soggetti che eseguirono un programma HIIT bruciarono quasi il 10% di calorie in più durante le 24 ore a seguito dell'esercizio rispetto al gruppo Steady State, nonostante il fatto che le calorie totali bruciate durante ogni allenamento fossero le stesse.
Wisløff et al. (2007) analizzarono gli effetti dello Steady State Training e del Interval Training su pazienti cardiopatici. Ventisette soggetti vennero suddivisi in due gruppi: un gruppo eseguiva uno Steady State al 70% della FCmax, l'altro svolgeva un Interval Training con picco al 95% della FCmax, entrambi seguivano il rispettivo protocollo per 3 volte a settimana per 12 settimane. Il gruppo sottoposto al Interval training ottenne maggiori benefici riguardo all'efficienza cardiaca. I ricercatori non stavano analizzando strettamente gli effetti dell'allenamento sul dimagrimento, ma ciò che interessa in questi termini, riguarda il fatto che il protocollo Interval training favorì la produzione di proteine che promuovono l'attività mitocondriale nel muscolo scheletrico, di conseguenza la capacità dei muscoli di sfruttare lipidi a scopo energetico. Questo miglioramento della funzione mitocondriale venne osservato solo nel Interval training. A supporto di questi risultati, Talanian et al. (2007) rilevarono che un gruppo di giovani donne che eseguì l'HIIT per sette volte in due settimane, riportò un incremento del 30% sia dell'ossidazione lipidica che del livello di enzimi muscolari che migliorano l'ossidazione lipidica.
Tjønna et al. (2008) compararono gli effetti del Interval training con quelli dello Steady State su 32 pazienti affetti da sindrome metabolica. L’Interval training era composto da 4 periodi di 4 minuti di attività al 90% della FCmax intervallati da 3 minuti di recupero attivo al 70% della FCmax. Lo Steady State prevedeva un'attività aerobica costante al 70% della FCmax. Entrambi gli allenamenti vennero impostati in modo da portare allo stesso dispendio calorico. Questi allenamenti venivano eseguiti su treadmill 3 volte alla settimana per 16 settimane. Nonostante i due protocolli avessero rivelato una simile efficacia nel ridurre il grasso corporeo, il protocollo Interval training portò ad una riduzione maggiore del 100% sulla presenza di alcuni enzimi (FATP-1 e FAS) responsabili della lipogenesi (il fenomeno metabolico di accumulo dei grassi).
Burgomaster et al. (2008) compararono gli effetti del HIIT e dello Steady State per verificare le eventuali differenze sulla capacità ossidativa del muscolo scheletrico e sugli adattamenti metabolici indotti. L'HIIT consisteva in 4-6 periodi di prestazione ad alta intensità intervallate da 4.5 minuti di recupero, per 3 volte a settimana. Il protocollo SST consisteva in 40-60 minuti di prestazione su cicloergomentro a circa il 65% del VO2max per 5 giorni a settimana. I ricercatori constatarono che questo metodo risulta come un'efficiente strategia per aumentare la capacità ossidativa del muscolo scheletrico e portare a specifici adattamenti metabolici durante l'esercizio, che sono paragonabili ai protocolli Steady State tradizionali, nonostante il volume e la frequenza delle sessioni HIIT fosse inferiore.
Trapp et al. (2008) vollero determinare gli effetti di un programma di allenamento intermittente ad alta intensità sul grasso sottocutaneo e del tronco e sulla resistenza insulinica su 30 giovani donne (età media 20 anni). Il programma intermittente ad alta intensità (High-Intensity Intermittent Exercise, HIIE) prevedeva degli sprint di 8 secondi seguiti da 12 secondi di recupero, per un massimo di 20 minuti. Questo veniva comparato ad un allenamento Steady State (SST) che prevedeva una prestazione cardio al 60% della FC max, per 40 minuti su cicloergometro. Sebbene entrambi gli allenamenti avessero dimostrato un miglioramento significativo della capacità cardiovascolare, solo il gruppo HIIE subì una significativa riduzione del peso corporeo, della massa grassa, e dei livelli insulinici. Da notare che il programma che favorì una maggiore perdita di grasso trovava una durata massima di circa la metà rispetto al gruppo SST. Il protocollo HIIE creò inoltre una significativva riduzione del grasso depositato a livello degli arti inferiori al contrario del gruppo SST. I ricercatori conclusero che il protocollo intermittente ad alta intensità 3 volte a settimana per 15 settimane, comparato con il classico Steady State a media intensità, era associato ad una maggiore e significativa riduzione della massa grassa totale, del grasso sottocutaneo degli arti inferiori e del tronco, e dell'insulinoresistenza su giovani donne.
Irving et al. (2008) esaminarono gli effetti della variazione dell'intensità nell'esercizio sulla riduzione del grasso viscerale su donne obese affette da sindrome metabolica. I soggetti vennero divisi in due gruppi: uno ad intensità bassa, al di sotto della soglia anaerobica, e l'altro ad intensità alta, con picchi sopra la soglia anaerobica. Entrambi i protocolli vennero impostati in modo da creare lo stesso dispendio calorico. Il protocollo ad alta intensità favorì una netta riduzione del grasso addominale, sia sottocutaneo che viscerale, mentre non vennero osservati cambiamenti significativi in alcun di questi parametri tra il gruppo a bassa intensità e il gruppo di controllo (cioè il gruppo che non eseguiva l'esercizio fisico). I ricercatori conclusero che i cambiamenti nella composizione corporea sono influenzati dall'intensità dell'esercizio, e i protocolli ad alta intensità sono più efficaci per la riduzione del grasso addominale nelle donne obese affette da sindrome metabolica.
Uno tra i pochi studi in controtendenza sulla questione venne trattato da Venables e Jeukendrup (2008). I due ricercatori ipotizzarono che lo Steady State eseguito ad una specifica intensità costante tale da massimizzare il dispendio di lipidi, potesse portare ad una maggiore ossidazione di grassi e ad un maggiore miglioramento della sensibilità insulinica rispetto ad un programma Interval training, su soggetti che seguivano una dieta eucalorica (cioè dall'apporto calorico bilanciato). Otto soggetti sedentari obesi sani di sesso maschile eseguirono due diversi blocchi di allenamento, ciascuno della durata di 4 settimane, rispettivamente di Steady State Training in fascia lipolitica e Interval training. Venne riscontrato che l'ossidazione di grassi era incrementata del 44% dopo lo Steady State ma non dopo l’Interval training, mentre la sensibilità insulinica venne incrementata del 27% dopo lo Steady State.
Questi cambiamenti avvennero nonostante non fosse stato rilevato alcun cambiamento del peso corporeo, dell'indice di massa corporeo (BMI), del rapporto vita/fianchi (WHR), della percentuale di massa grassa e del VO2max. I ricercatori conclusero che lo Steady State Training può provocare un maggior tasso di ossidazione lipidica aumentando il contributo dei grassi come substrato energetico durante l'esercizio, e può incrementare singnificativamente la sensibilità insulinica se comparato al protocollo Interval training. Ciò nonostante, non si riuscì a dimostrare che lo Steady State fosse più efficace per la perdita di grasso corporeo.
Per concludere, una recente review di Boutcher (2011) riassumeva i risultati dei vari studi sul HIIT, sostenendo ancora che questo potesse avere un maggiore impatto sul miglioramento della composizione corporea rispetto allo Steady State.

## Confronto tra HIIT e SST

### Adattamenti cardiovascolari
Recenti ricerche mostrano che gli adattamenti cardiovascolari che si verificano con l'HIIT sono simili, e in alcuni casi superiori, a quelli che si verificano con l'esercizio aerobico continuato (SST). È stato dimostrato che picchi di 4 minuti al 90%-95% della FCmax seguiti da 3 minuti di recupero attivo al 70% FCmax per 3 giorni a settimana per 8 settimane ha determinato un miglioramento del volume cardiaco del 10% in più rispetto allo Steady State per 3 giorni a settimana per 8 settimane (il consumo di ossigeno totale è risultato simile in entrambi i protocolli).
Altre ricerche hanno dimostrato l'esercizio aerobico ad alta intensità al 90%-95% del VO2max ha aumentato la massa cardiaca del ventricolo sinistro del 12% e la contrattilità cardiaca del 13%, paragonabili a quelli osservati con lo Steady State.
Alcune ricerche suggeriscono che l'HIIT sia migliore dello Steady State per aumentare il VO2max. Sono state misurate le risposte del VO2max tra uomini e donne che hanno partecipato a un programma di 8 settimane di HIIT e SST. L'aumento del VO2max è stato superiore nel programma HIIT (15%) più di quanto non lo fosse nel programma SST (9%). Il miglioramento della funzione cardiovascolare e l'aumento del VO2max sono i principali obiettivi dei pazienti con malattie cardiovascolari, motivo per cui alcuni centri di riabilitazione cardiaca stanno cominciando ad includere l’Interval training nei programmi per i pazienti con malattie cardiache. Sebbene il tradizionale esercizio aerobico a bassa intensità produca miglioramenti simili, i miglioramenti indotti dall’interval training avvengono in tempi più brevi, e con meno sessioni.

### Adattamenti muscolo-scheletrici
Uno degli adattamenti caratteristici del programma HIIT è l'aumento del numero e delle dimensioni dei mitocondri. In passato si credeva che l'aumento della densità mitocondriale potesse verificarsi solo dopo anni di allenamento aerobico cronico. Durante l'esercizio aerobico, i mitocondri usano l'ossigeno per produrre elevati livelli di ATP (adenosina trifosfato) attraverso la disgregazione dei carboidrati e dei grassi. Con l'aumento della densità mitocondriale, è disponibile più energia per il muscolo in attività, e la forza muscolare riesce ad essere mantenuta più a lungo nel tempo.
In uno studio sono stati mostrati simili incrementi di enzimi ossidativi (proteine nei mitocondri che accelerano le reazioni biologiche per liberare ATP) tra soggetti che eseguivano un HIIT composta da 30 secondi di pedalata massimale (seguiti da 4.5 min. di recupero attivo) 3 giorni a settimana ed altri soggetti che eseguivano un SST della durata di 40-60 minuti al 65% VO2max per 5 giorni a settimana. Un aumento degli enzimi ossidativi mitocondriali porta a una maggiore e più efficiente utilizzo di grassi e carboidrati come carburante.
Altre ricerche hanno mostrato che un programma di 7 settimane di HIIT ha aumentato i livelli di enzimi ossidativi citrato sintasi (36%), malato deidrogenasi (29%) e succinato deidrogenasi (65%) nel muscolo scheletrico. I soggetti svolgevano l'allenamento per tre giorni alla settimana, in cui erano previsti 30 secondi di sprint massimale ad alta intensità su cicloerogmetro, seguiti da intervalli di 4 minuti di recupero. I livelli più elevati di enzimi mitocondriali hanno portato al miglioramento della funzione metabolica muscolare e scheletrica.
Sono state approfondite molte ricerche che spiegano i complessi meccanismi molecolari che portano ad un aumento della densità mitocondriale. L'HIIT può creare delle modifiche fisiologiche che rispecchiano i risultati del tradizionale allenamento aerobico (SST), ma tramite l'HIIT queste si realizzano attraverso diverse vie.

### Adattamenti metabolici
L'aumento della densità mitocondriale può essere considerata un adattamento muscolo-scheletrico ma anche metabolico. Un punto centrale per l'adattamento metabolico, è il metabolismo dei grassi come carburante durante l'esercizio. A causa del tipo di esercizio ad alta intensità, l'efficacia del HIIT nell'ossidazione dei grassi è stata accuratamente esaminata. È stato dimostrato che l'ossidazione dei grassi era significativamente superiore, mentre l'ossidazione dei carboidrati era significativamente inferiore dopo 6 settimane di interval training.
Allo stesso modo un'altra ricerca ha mostrato un significativo passaggio verso una maggiore ossidazione degli acidi grassi con l'HIIT. Altri segnalarono che l'incremento dell'ossidazione di acidi grassi è risultato un adattamento simile a quello notato con l'esercizio aerobico tradizionale.
Un altro vantaggio metabolico del HIIT è l'aumento del Consumo di ossigeno in eccesso post-allenamento (EPOC). Dopo un sessione di allenamento, il consumo di ossigeno (e quindi il dispendio calorico) rimane elevato, e le cellule muscolari ripristinano i fattori fisiologici e metabolici ai livelli pre-esercizio. Ciò si traduce in un dispendio di calorie superiore e più prolungato dopo il termine dell'esercizio. Nella loro review, Laforgia, Gore e Withers (2006) hanno osservato che i vari studi sull'intensità dell'esercizio indicano valori EPOC superiori con l'HIIT che non con lo Stready State Training.

### Conclusioni
Nonostante con l'aumento dell’intensità dell'esercizio il corpo utilizzi più carboidrati come combustibile, i ricercatori hanno notato che questo stimolo comporta l'attivazione degli stessi messaggi chimici a livello molecolare che inducono l'aumento della densità muscolare capillare, della densità mitocondriale, degli enzimi lipolitici (responsabili dell'ossidazione di grassi), e di altre proteine regolatorie. Quindi la correlazione tra l'HIIT e il miglioramento del metabolismo dei grassi sembra essere associato agli adattamenti che si verificano nel muscolo scheletrico a livello molecolare. Il motivo per cui l'attività anaerobica in Interval training può rivelarsi più efficiente per il dimagrimento è dovuto al fatto che si vengono a creare degli adattamenti a livello metabolico per aumentare il dispendio lipidico al fine di sostenere i livelli di intensità imposti. Viene anche elevato l'impiego di energia per 24 ore nel post allenamento, il che ha un importante effetto sulla perdita di grasso. L’Interval training può essere ritenuto così efficace per la perdita di grasso perché attinge da diverse fonti energetiche mediante diversi sistemi energetici rispetto al classico esercizio aerobico. L'esercizio aerobico in prima battuta tende a bruciare prima i carboidrati, e, se protratto per lunghi periodi, tende a creare una potenziale azione di degenerazione del muscolo scheletrico, mentre l'esercizio ad alta intensità brucia una percentuale di grasso paragonabile, aumenta la produzione di enzimi coinvolti nella degradazione dei grassi, e attiva processi che portano allo sviluppo muscolare. Un altro motivo per cui l’Interval training può essere superiore per la perdita di grasso, è che ha un impatto notevolmente maggiore sul EPOC, correlato all'aumento del metabolismo basale e della spesa energetica e lipidica nelle ore successive all'attività fisica.
Gli obiettivi principali della maggior parte dei programmi aerobici sono il miglioramento della funzione cardiovascolare, metabolica e scheletrico-muscolare del corpo. Per anni in passato, lo Steady State Training è stato ritenuto il miglior metodo per raggiungere questi obiettivi. Tuttavia, la ricerca scientifica, che solo negli ultimi anni ha cominciato ad approfondire il tema, mostra chiaramente che l'HIIT porta ad adattamenti simili, e in molti casi superiori rispetto al classico Steady State a moderata intensità ed alti volumi di lavoro, per quanto riguarda molti adattamenti fisiologici, sia in termini di dimagrimento che di miglioramento cardiovascolare. Questo sottolineando che l'HIIT trova una durata media che si presenta dalle 2 alle 3 volte inferiore rispetto all'esercizio aerobico tradizionale. Integrare l'HIIT assieme allo Steady State Training in un programma di allenamento cardiovascolare, può offrire un ulteriore beneficio nel raggiungere tali obiettivi.

### Esempi di allenamento HIIT
HIIT 1:
- Bike 1'30" 65% FCmax
- Bike 30" 85% FCmax

Il passaggio dalla bassa all'alta intensità viene ripetuto per 20 volte consecutivamente.
HIIT 2:
- Treadmill 1'30" 60% FCmax
- Treadmill 30" 90% FCmax

Il passaggio dalla bassa all'alta intensità viene ripetuto per 10 volte consecutivamente.
HIIT 3:
- Elliptical trainer 1'30" 60% FCmax
- Elliptical trainer 20" 95% FCmax

Il passaggio dalla bassa all'alta intensità viene ripetuto per 6 volte consecutivamente.
La difficoltà in un protocollo HIIT può essere aumentata:
- aumentando il numero dei circuiti;
- riducendo la durata della fase a intensità moderata;
- aumentando la durata della fase ad alta intensità;
- aumentando l'intensità di picco (aumento dell'intensità media);
- aumentando l'intensità nella fase di recupero attivo (aumento dell'intensità media);
- combinando queste strategie tra loro;

## Altri metodi cardiofitness
- Circuiti funzionali nei protocolli di lavoro HIIT;
- Steady State Training (SST)
- Cardio-Peripheral Heart Action (Cardio-PHA)
- Power Aerobic Circuit (PAC)
- Circuit Training (CT)
- Stubborn Fat Protocol (SFP)
- Tabata Training (o Guerrilla cardio)
- Spot reduction (SR)
- Aerobic Circuit Training (ACT)
- Aerobica Tonificazione Aerobica (ATA)
- Fartlek
- Concurrent training